# Marie-Elisabeth Hecker
Marie-Elisabeth Hecker (5 maart 1987) is een Duitse celliste. Ze brak internationaal door toen ze in 2005 als zestienjarige de "Grand Prix de la Ville de Paris" won aan de Concours de la violoncelle Rostropovich. Hecker staat bekend om haar passionele spel en speelt haar solo's steeds met gesloten ogen.

## Biografie
Hecker werd geboren in Kirchberg, bij Zwickau, de geboortestad van Robert Schumann. Ze was de vijfde van acht kinderen uit een predikantengezin. Hoewel hun ouders niet muzikaal waren, speelden haar vier broers en drie zusters ook allemaal een instrument. Later speelden ze vaak samen concerten. Als vijfjarige begon ze zelf ook cello te spelen, omdat dat toen al haar "favoriete instrument was". Ze begon in 1992 aan het Robert Schumann Conservatorium te studeren, bij Wieland Pörner. Vanaf haar achtste leerde Pörner haar ook samenspel, met zuster Renate op viool en broer Andreas op piano. 
Op haar twaalfde won ze de eerste prijs in de nationale Duitse wedstrijd Jugend Musiziert, voor solospel in kamermuziek. In 2000 won ze die wedstrijd opnieuw, samen met vier andere leden van het gezin. In 2001 won ze de eerste prijs én een speciale juryprijs in het Internationaler Dotzauer-Wettbewerb für junge Cellisten.
In datzelfde jaar begon ze cello en piano te studeren bij professor Peter Bruns, als vrije student aan de Hochschule für Musik Carl Maria von Weber Dresden. Dit deed ze tot 2005, waarna ze haar studie bij Peter Bruns vervolgde aan de "Felix Mendelssohn Bartholdy" Universiteit voor Muziek en Theater in Leipzig. Ze studeerde daarna nog bij Heinrich Schiff en volgde masterclasses bij Anner Bylsma, Frans Helmerson, Bernard Greenhouse, Gary Hoffman en Steven Isserlis. Van 2007 tot 2010 studeerde ze aan de Kronberg Academie, waar ze haar masterdiploma haalde en later ook zelf professor werd.
Op haar zestiende sponsorde de stad Dresden haar om een concert in Londen te spelen, waar ze Tsjaikovski's Rococovariaties bracht met Staatskapelle Dresden. Vervolgens speelden ze nog concerten in Nederland, München, Keulen, Husum en Hamburg. Daarna gaf ze concerten in het Verenigd Koninkrijk in het kader van het "Live Music Now" initiatief van de Yehudi Menuhin Foundation. In 2004 won ze de prestigieuze beurs van de Studienstiftung des deutschen Volkes. In oktober 2005 speelde ze voor de eerste keer in de Verenigde Staten, in de Bargemusic concertzaal, op een boot onder de Brooklyn Bridge. Een maand later won ze, als een van de jongste deelnemers ooit, aan het Concours de la violoncelle Rostropovich de "Grand Prix de la Ville de Paris". Daarnaast won ze twee andere speciale prijzen. Het was de eerste keer dat een cellist drie prijzen won in het dertigjarige bestaan van deze wedstrijd.
In juni 2010 speelde ze, begeleid door de Staatskapelle Berlin onder leiding van Daniel Barenboim, op een galaconcert in Zwickau ter gelegenheid van de 200e verjaardag van Robert Schumann. Ze bracht zijn Cello Concerto in A mineur, Op. 129. Buiten de zaal woonden meer dan 2000 mensen die geen ticket hadden kunnen bemachtigen het concert bij via videobeelden op een groot scherm. In 2011 werden Marie-Elisabeth Hecker, violiste Veronika Eberle en pianist Francesco Piemontesi artists in residence op het muziekfestival Heidelberger Frühling.
Ze speelde concerten met BBC Symphony Orchestra, Deutsches Symphonie-Orchester Berlin, Filarmonica della Scala, Gewandhausorchester, Dresdner Philharmonie, Israëlisch Filharmonisch Orkest, Kremerata Baltica, Mahler Chamber Orchestra, Mariinsky Orchestra, Münchner Philharmoniker, NDR Radiophilharmonie Hannover, Orchestre de Chambre de Lausanne, Orchestre de Paris, Orchestre de la Suisse Romande, Belgian National Orchestra, Orchestre Philharmonique du Luxembourg, Philharmonia Orchestra, Staatskapelle Berlin en Wiener Symphoniker en werkte met dirigenten als Marc Albrecht, Daniel Barenboim, Valery Gergiev, Eivind Gullberg Jensen, Daniel Harding, Thomas Hengelbrock, Philippe Herreweghe, Marek Janowski, Yakov Kreizberg, Emmanuel Krivine, Fabio Luisi, Kent Nagano, Jukka-Pekka Saraste, Stefan Solyom, Christian Thielemann, Mario Venzago en Christoph von Dohnányi. Als kamermuzilante werkte ze regelmatig met Veronika Eberle, Christian Tetzlaff, Stephen Waarts, Carolin Widmann en het Apollon Musagète Quartett.
Ze speelde ook geregeld samen met haar echtgenoot, pianist Martin Helmchen. In 2016 namen ze een cd op met werk van Brahms. Als trio, met violiste Antje Weithaas, stonden ze oa. op de planken in Théâtre des Champs-Élysées in Parijs en deSingel in Antwerpen. Het trio nam ook verschillende cd's op, waaronder werk van Schubert en Beethoven. Het echtpaar stichtte ook het project Music Road Rwanda, waarmee ze een muziekschool in Rwanda ondersteunen en regelmatig ter plekke projecten organiseren.
In 2018 nam ze haar eerste cd op als soliste, met muziek van Elgar. Ze werd daarbij begeleid door het Antwerp Symphony Orchestra en dirigent Edo De Waart.
Marie-Elisabeth Hecker geeft sinds augustus 2017 les aan de Hochschule für Musik Carl Maria von Weber Dresden.

## Onderscheidingen
- 1999 - Eerste prijs op de Jugend Musiziert wedstrijd
- 2001 - Eerste prijs én een speciale juryprijs op het Dotzauer Wettbewerb
- 2004 - Een beurs van de Studienstiftung des deutschen Volkes
- 2005 - "Grand Prix de la Ville de Paris" plus twee andere speciale prijzen op het Concours de la violoncelle Rostropovich.
- 2009 - Borletti-Buitoni Trust Award